# Urabáin
Urabáin (en euskera y oficialmente Urabain) es un concejo del municipio de Aspárrena, en la provincia de Álava.

## Toponimia
En el año 1025 en la Reja de San Millán, consta como Hurabagin.Otras denominaciones que ha tenido son Hurabain (1066), Urabain (1322), Orabayn (1456), Urabayn (1458), Urabain (1500) entre otros.

## Geografía física
El concejo se encuentra emplazado a los pies de la peña Atau (1.103 m., sierra de Encía), a una cota de 598 metros.Está a 5,2 km al sureste de Araia y forma parte de la Cuadrilla de Llanada Alavesa.
| Noroeste: Albéniz              |                       | Nordeste: Ilarduia |
| Oeste: San Román de San Millán |                       | Este: Ibarguren    |
|                                | Sur: Sierra de Urbasa |                    |

## Historia
Hacia mediados del siglo XIX, el lugar, ya por entonces perteneciente a Aspárrena, tenía contabilizada una población de 46 habitantes. Aparece descrito en el decimoquinto volumen del Diccionario geográfico-estadístico-histórico de España y sus posesiones de Ultramar de Pascual Madoz con las siguientes palabras:

URABAIN: l. del ayunt. de Asparrena, en la prov. de Alava (á Vitoria 5 leg.), part. jud. de Salvatierra (1 1/2), aud. terr. de Búrgos, c. g. de las Prov. Vascongadas, dióc. de Calahorra. sit. á la falda del monte Encia, con clima saludable: tiene 10 casas; igl. parr. (San Juan Bautista) servida por un beneficiado. El térm. se estiende cerca de 1/4 de leg. de N. á S. y algo mas de 1/4 de E. á O., y confina N. Ilarduya; E. Ibarguren; S. montes de Encia, y O. San Roman; comprendiendo dentro de su circunferencia un monte arbolado de hayas, robles y buenas yerbas de pasto. El terreno es de buena calidad y muy fértil; tiene muchas fuentes, algunas de ellas inmediatas á la pobl. que se aprovechan para el surtido de los hab. caminos: locales. prod.: trigo, maiz, patatas, avena, alholva, lentejas y arvejas: cria ganado lanar, vacuno y caballar; alguna caza. pobl.: 10 vec., 46 alm. contr.: con su ayuntamiento (V.).
(Madoz, 1849, p. 220)

En 2022, tenía empadronados veintiún habitantes.

## Demografía
| Gráfica de evolución demográfica de Urabáin entre 2000 y 2017 |
|                                                               |
| Población de derecho según los censos de población del INE.   |

## Cultura

### Patrimonio material
- 'Iglesia de San Juan Bautista'.[4]Obra de sillería realizada en el s. XVI con algunos fragmentos de lápidas romanas incrustados en sus muros. Recorre el perímetro del templo una cornisa moldurada bajo el alero. Restos romanos situados en la pared Sur de la iglesia parroquial.[3][7][8]
- Casa hidalga de Urabain. Edificio del siglo XVIII, blasonada en la fachada principal. Es de planta rectangular y se cubre con tejado a dos aguas sobre piñones con el caballete perpendicular a la fachada principal; tejería de tipo árabe. Mampostería enlucida en los muros y sillería en encuadramiento de vanos y en esquinales.[3][7]
- Fuente-abrevadero-lavadero de Abajo construido en 1890.[9]
- Fuente-abrevadero de 1895, adosada al muro de aterrazamiento situado al norte de la casa n.º 7.[10]
- Monasterio de Yazarreta (desaparecido). En el año 1066 el señor Gideri Gidériz de Eulate y su mujer doña Sancha hicieron donación al monasterio de Irache, del pequeño monasterio («monasteriolum») de Yazarreta, que se hallaba situado junto a la villa de Hurabain (con "H").[3][7]
- Juego de bolos (desaparecido).[11]